# 밀라노 지하철 5호선
밀라노 지하철 5호선(이탈리아어: Linea M5)는 이탈리아 밀라노에서 운행되는 지하철 노선이다. 밀라노 지하철의 노선 중 하나로 밀라노 시의 북동부 교외에서 운행되고 있다.
5호선의 첫번째 구간인 비냐미에서 차라까지의 구간은 2013년 2월 10일에 개통했으며, 두번째 구간인 차라에서부터 가리발디 FS는 2014년 3월 1일 개통했다. 세번째 구간인 가리발디 FS-산 시로 스타디오 구간은 중간 역 몇 개를 제외한 채 2015년 4월 29일 개통했다. 나머지 세 역은 모두 2015년 이내에 문을 열었고, 최종적으로 2015년 11월 14일 트레 토리 역이 개업하면서 전 국간이 개통되었다.
5호선은 코펜하겐 지하철에서도 쓰이고 있는 안살도브레다 무인 지하철 차량을 사용해 운영되고 있으며, 전 역에 스크린도어가 설치되어 있다. 5호선은 '메트로 5 주식회사 (Metro 5 SpA)' 그룹이 건설을 맡았으며, 2011년 2월 2일에 포르타 가리발디 역에서 산 시로 역까지의 구간을 건설한다는 계약을 체결했다.

## 경로
5호선은 차라 역에서부터 산 시로 스타디오 역까지 이어지며, 총연장 12.8km에 15개 역이 있다.

## 메트로 5 주식회사
5호선의 건설 작업과 운영을 맡고 있는 회사는 '메트로 5 주식회사' (Metro 5 S.p.A.)이며, 다음과 같은 회사가 연합하여 만들어졌다.
- 안살도 STS (24,6%)
- 아스탈디 (23,3%)
- 아치엔다 트라스포르티 밀라네시 (20,0%)
- 토르노 글로벌 콘트랙팅 (Torno Global Contracting) (15,4%)
- 알스톰 (9,4%)
- 안살도브레다 (7,3%)

'메트로 5'는 전체 공사비의 40%를 부담할 예정이며, 개통한 해부터 27년간 5호선 운영을 맡을 예정이다.

## 운행 차량

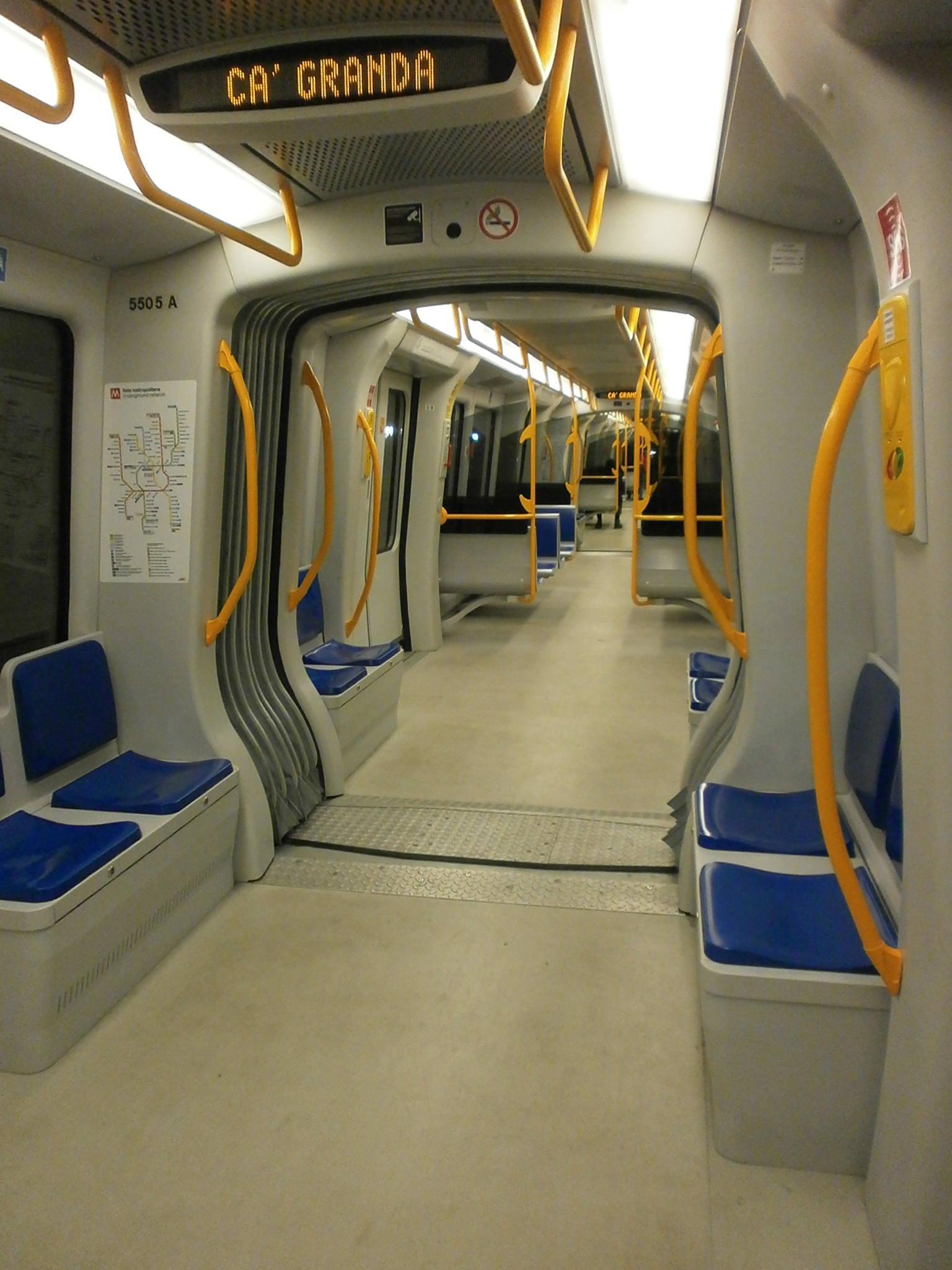
밀라노에서 운행되고 있는 안살도브레다 무인 열차

5호선에서는 안살도브레다에서 제작한 4량 구성의 관절연결 무인 열차가 사용된다는 것이 특징이다. 이탈디자인 주자로가 디자인했으며, 크기는 길이 50m, 너비 2.65m이다.
5호선 전철 체계는 제어 및 유지 센터에 있는 완전 자동 컴퓨터 시스템이 제어한다.

## 연장 계획
2017년 현재 두 차례 구간 연장 방안이 있는데, 산 시로에서 세티모까지, 세티모에서 마젠타까지 이어지게 된다.
| 역명               | 환승 | 역 위치 | 개통일           |
| ------------------ | ---- | ------- | ---------------- |
| 비냐미             |      | 지하    | 2013년 2월 10일  |
| 포날레             |      | 지하    | 2013년 2월 10일  |
| 비코카             |      | 지하    | 2013년 2월 10일  |
| 카 그란다          |      | 지하    | 2013년 2월 10일  |
| 이스트리아         |      | 지하    | 2013년 2월 10일  |
| 마르케             |      | 지하    | 2013년 2월 10일  |
| 차라               |      | 지하    | 2013년 2월 10일  |
| 이솔라             |      | 지하    | 2014년 3월 1일   |
| 가리발디 FS        |      | 지하    | 2014년 3월 1일   |
| 모누멘탈레         |      | 지하    | 2015년 10월 15일 |
| 체니시오           |      | 지하    | 2015년 6월 20일  |
| 제루살레메         |      | 지하    | 2015년 9월 26일  |
| 도모도솔라         |      | 지하    | 2015년 4월 29일  |
| 트레 토리          |      | 지하    | 2015년 11월 14일 |
| 포르텔로           |      | 지하    | 2015년 6월 6일   |
| 로토               |      | 지하    | 2015년 4월 29일  |
| 세제스타           |      | 지하    | 2015년 4월 29일  |
| 산 시로 이포드로모 |      | 지하    | 2015년 4월 29일  |
| 산 시로 스타디오   |      | 지하    | 2015년 4월 29일  |